# Орловка (Смоленский район)
Орловка — деревня в Смоленском районе Смоленской области России. Входит в состав Волоковского сельского поселения. Население составляет 2 жителя по состоянию на 2007 год. 
Расположена в западной части области в 32 км к северо-западу от Смоленска, в 11 км севернее автодороги А141 Орёл — Витебск, на берегу реки Удра. В 7 км южнее деревни расположена железнодорожная станция Лелеквинская на линии Смоленск — Витебск. 

## История
В годы Великой Отечественной войны деревня была оккупирована гитлеровскими войсками в июле 1941 года, освобождена в сентябре 1943 года. 